# Seleção Australiana de Voleibol Masculino

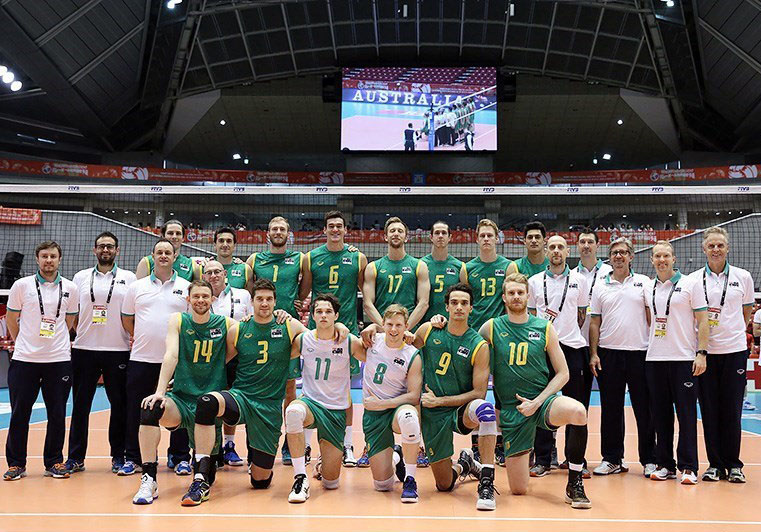
Seleção Australiana em 2016.

A Seleção Australiana Voleibol Masculino representa a Austrália nas competições internacionais da modalidade como integrante da Confederação Asiática de Voleibol (AVC). Encontra-se na 31ª posição do ranking mundial da Federação Internacional de Voleibol de 20 de setembro de 2021. Possui três aparições em Jogos Olímpicos – a primeira como sede em Sydney 2000 – e sua principal conquista foi o título do Campeonato Asiático de 2007.

## Resultados obtidos nos principais campeonatos

### Jogos Olímpicos
| Ano  | Sede    | Classificação |
| ---- | ------- | ------------- |
| 2000 | Sydney  | 8º            |
| 2004 | Atenas  | 11º           |
| 2012 | Londres | 9º            |

### Campeonato Mundial
| Ano  | Sede              | Classificação |
| ---- | ----------------- | ------------- |
| 1982 | Argentina         | 22º           |
| 1998 | Japão             | 22º           |
| 2002 | Argentina         | 19º           |
| 2006 | Japão             | 21º           |
| 2010 | Itália            | 19º           |
| 2014 | Polónia           | 15º           |
| 2018 | Bulgária / Itália | 14º           |

### Copa do Mundo
| Ano  | Sede  | Classificação |
| ---- | ----- | ------------- |
| 2007 | Japão | 8º            |
| 2015 | Japão | 9º            |
| 2019 | Japão | 11º           |

### Copa dos Campeões
A seleção australiana nunca participou da Copa dos Campeões.

### Liga das Nações
| Ano  | Sede    | Classificação |
| ---- | ------- | ------------- |
| 2018 | Lille   | 13º           |
| 2019 | Chicago | 13º           |
| 2021 | Rimini  | 16º           |
| 2022 | Bolonha | 16º           |

### Challenger Cup
| Ano  | Sede | Classificação |
| ---- | ---- | ------------- |
| 2022 | Seul | 5º            |

### Liga Mundial
| Ano  | Sede           | Classificação |
| ---- | -------------- | ------------- |
| 1999 | Mar del Plata  | 10º           |
| 2014 | Florença       | 5º            |
| 2015 | Rio de Janeiro | 8º            |
| 2016 | Cracóvia       | 12º           |
| 2017 | Curitiba       | 15º           |

### Campeonato Asiático
| Ano  | Sede              | Classificação |
| ---- | ----------------- | ------------- |
| 1975 | Melbourne         | 4º            |
| 1977 | Manama            | 4º            |
| 1983 | Tóquio            | 6º            |
| 1987 | Cidade do Kuwait  | 11º           |
| 1989 | Seul              | 10º           |
| 1991 | Perth             | 4º            |
| 1993 | Nakhon Ratchasima | 6º            |
| 1995 | Seul              | 5º            |
| 1997 | Doha              | 3º            |
| 1999 | Teerã             | 2º            |
| 2001 | Changwon          | 2º            |
| 2003 | Tianjin           | 4º            |
| 2005 | Suphanburi        | 8º            |
| 2007 | Jacarta           | 1º            |
| 2009 | Manila            | 7º            |
| 2011 | Teerã             | 4º            |
| 2013 | Dubai             | 5º            |
| 2015 | Teerã             | 5º            |
| 2017 | Gresik            | 8º            |
| 2019 | Teerã             | 2º            |
| 2021 | Chiba–Funabashi   | 6º            |

### Copa Asiática
| Ano  | Sede          | Classificação |
| ---- | ------------- | ------------- |
| 2008 | Tailândia     | 5º            |
| 2010 | Irão          | 5º            |
| 2012 | Vietname      | 7º            |
| 2014 | Cazaquistão   | 7º            |
| 2016 | Tailândia     | 6º            |
| 2018 | Taipé Chinesa | 6º            |
| 2022 | Nakhon Pathom | 8º            |

## Elenco atual
Última convocação realizada para a disputa do Campeonato Asiático de 2021.
Técnico:  Marcos Pinheiro Miranda
| Camisa | Nome             | Posição    | Idade | Altura(m) | Peso(kg) | Clube atual               |
| ------ | ---------------- | ---------- | ----- | --------- | -------- | ------------------------- |
| 2      | Arshdeep Dosanjh | Levantador | 25    | 2,04      | 95       | Gioiella Prisma Taranto   |
| 6      | Thomas Edgar     | Oposto     | 32    | 2,12      | 106      | JT Thunders Hiroshima     |
| 7      | James Weir       | central    | 26    | 2,04      | 95       | United Volleys Frankfurt  |
| 8      | Trent O'Dea      | Central    | 27    | 2,01      | 98       | Delta Group Porto Viro    |
| 9      | Max Staples      | Ponteiro   | 27    | 1,94      | 83       | United Volleys Frankfurt  |
| 11     | Luke Perry       | Líbero     | 26    | 1,80      | 75       | Tours Volley-Ball         |
| 12     | Nehemiah Mote    | Central    | 28    | 2,04      | 91       | Berlin Recycling Volleys  |
| 20     | Thomas Hodges    | Oposto     | 27    | 1,97      | 95       | Canberra Heat             |
| 21     | Nicholas Butler  | Levantador | 24    | 1,98      | 95       | Active Living Orion       |
| 22     | Curtis Stockton  | Oposto     | 28    | 1,99      | 96       | Oita Miyoshi Weisse Adler |
| 27     | Max Senica       | Ponteiro   | 22    | 1,91      | 84       | Nordenskov UIF            |
| 35     | Malachi Murch    | Ponteiro   | 27    | 1,97      | 75       | FT 1844 Freiburg          |

## Medalhas
| Evento              | Ouro | Prata | Bronze | Total |
| ------------------- | ---- | ----- | ------ | ----- |
| Jogos Olímpicos     | 0    | 0     | 0      | 0     |
| Campeonato Mundial  | 0    | 0     | 0      | 0     |
| Copa do Mundo       | 0    | 0     | 0      | 0     |
| Copa dos Campeões   | 0    | 0     | 0      | 0     |
| Liga Mundial        | 0    | 0     | 0      | 0     |
| Liga das Nações     | 0    | 0     | 0      | 0     |
| Campeonato Asiático | 1    | 3     | 1      | 5     |
| Copa Asiática       | 0    | 0     | 0      | 0     |
| Total               | 1    | 3     | 1      | 5     |